# 妙心寺站

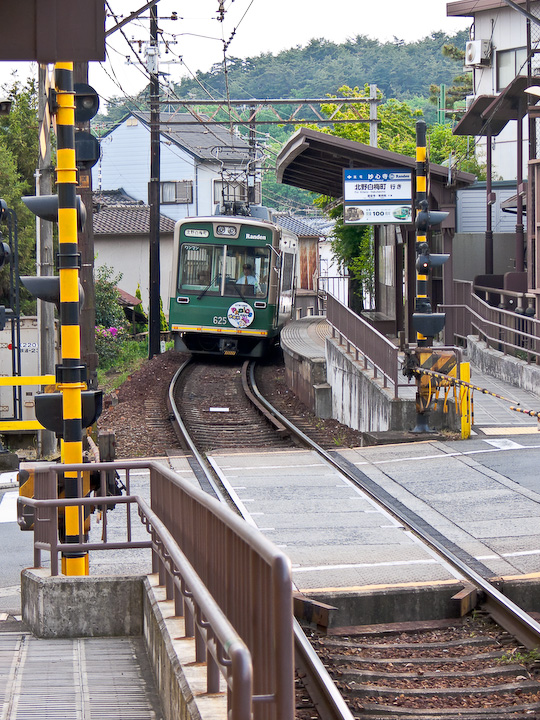
往北野白梅町方向的月台。前面是往帷子之辻站方向的月台。(2007年5月)

妙心寺站（日语：／ Myōshinji eki */?）位於京都府京都市右京區花園天授岡町，是京福電氣鐵道北野線的鐵路車站。車站編號為B6。

## 歷史
- 1925年（大正14年）11月3日 - 本站作為京都電燈經營的嵐山電鐵北野線的車站開業[1]。
- 1942年（昭和17年）3月2日 - 由於路線繼承，成為京福電氣鐵道的車站[1]。

## 車站構造
千鳥式月台2面1線的地面車站。

## 車站周邊
- 妙心寺
- 京都龍安寺郵局
- 京都市立御室小學校

### 公車路線
設有公車站牌嵐電妙心寺站前，可搭乘京都市營巴士與西日本JR巴士。
| 系統         | 目的地       | 主要行經地 | 營運公司     |
| ------------ | ------------ | ---------- | ------------ |
| 10           | 三條京阪     | 四條河原町 | 京都市營巴士 |
| 10           | 宇多野・山越 |            | 京都市營巴士 |
| 26           | 京都站       | 四條烏丸   | 京都市營巴士 |
| 26           | 宇多野・山越 |            | 京都市營巴士 |
|              | 京都站       |            | 西日本JR巴士 |
| 栂之尾・周山 |              |            | 西日本JR巴士 |

## 相鄰車站
京福電氣鐵道
 北野線
龍安寺（B7）－妙心寺（B6）－御室仁和寺（B5）

## 外部連結
- 妙心寺站 （页面存档备份，存于） - 京福電氣鐵道
- 京福妙心寺站前停留所（京都市營巴士）（页面存档备份，存于）（日語）
- 嵐電妙心寺站前停留所（西日本JR巴士） 
  - 「高雄・京北線」下行（往栂之尾・周山）全線時刻表（日語）
  - 「高雄・京北線」上行（往京都站）全線時刻表（日語）